# Michael Detjen
Michael Detjen, né le 28 avril 1958 à Nordhausen en Thuringe, est un homme politique allemand. Membre du Parti social-démocrate d'Allemagne (SPD), il est député européen de 2018 à 2019.

## Biographie
Michael Detjen est membre du SPD depuis 1974. Aux élections européennes de 2014, il est candidat mais n'est pas élu. Il intègre le Parlement européen le 1er janvier 2018 à la suite de la démission de Jutta Steinruck. Il n'obtient pas de nouveau mandat lors des élections de 2019.